# 戚雄
戚雄（1478年—？），字世英，浙江金华县人。明朝政治人物、正德辛未进士。官至南京監察御史。

## 生平
正德二年（1507年）丁卯科浙江鄉試第十二名舉人，正德六年（1511年），戚雄登辛未科进士，居第三甲第一百四十五名，初授廣東南海县知县，十三年十一月實授南京河南道监察御史。嘉靖初年，因武定侯郭勋宠信李福达妖言惑众，而与给事中王科、郑一鹏、程辂、常泰、刘琦、郑自璧、赵廷瑞、沈汉、秦祐、张逵、陈皋谟，御史程启充、卢琼、邵豳、高世魁、任淳，南京御史姚鸣凤、潘壮、王献，评事杜鸾，刑部郎中刘仕，主事唐枢，交章弹劾郭勋。当时恰逢大礼议，郭勋请张璁、桂萼为援，反诬陷廷臣，后群臣被逮捕下狱。此后张璁、桂萼治狱诬陷，戚雄等人被革职闲住。戚雄编有《金华文统》，后此书收入《四库全书》。

## 家族
曾祖戚虎，曾任教諭；祖父戚天霖，贈□□寺□□；父戚昂，曾任贵州按察司副使。母徐氏（封孺人）；繼母王氏。具庆下。兄戚熙（贡士）、戚勲。弟戚豪、戚環。